# Folsomides marchicus
Folsomides marchicus är en urinsektsart som först beskrevs av Frenzel 1941.  Folsomides marchicus ingår i släktet Folsomides och familjen Isotomidae. Arten är reproducerande i Sverige. Inga underarter finns listade i Catalogue of Life.